# Freycinetia erythrostigma
Freycinetia erythrostigma är en enhjärtbladig växtart som beskrevs av Hermann Maximilian Carl Ludwig Friedrich zu Solms-Laubach och Ugolino Martelli. Freycinetia erythrostigma ingår i släktet Freycinetia och familjen Pandanaceae.
Artens utbredningsområde är Nya Kaledonien. Inga underarter finns listade.